# Johan Rantzau
Johan Rantzau, född 12 november 1492 i Itzehoe, död 12 september 1565, var en dansk krigare.
Rantzau drog 1514 till Spanien, Italien och Heliga landet, där han dubbades till riddare, och blev efter hemkomsten 1517 hovmästare hos prins Kristian (sedermera Kristian III). Han var denne följaktig till riksdagen i Worms 1521 och vanns där för lutherska läran. Som rådsherre hos hertig Fredrik (sedermera kung Fredrik I) undertecknade han 1522 förlikningen i Bordesholm med Kristian II och rådde honom 1523 att motta jylländska adelns anbud om danska kronan samt anförde sedan hans här vid Köpenhamns och Malmö belägring ävensom emot Søren Norby i Skåne 1525.
Han blev 1524 danskt riksråd och dessutom hovmästare i hertigdömena Slesvig och Holstein, där han arbetade för reformationens genomförande. År 1532 var han en av de åtta danska eller holsteinska rådsherrar, som skulle gå i borgen för fortvaron av Kristian II:s fångenskap. Vid Fredrik I:s död 1533 var Rantzau lika ivrig att främja Kristian III:s upphöjelse på tronen, tryggade först hans herravälde över hertigdömena och tvang lübeckarna att sluta separatfred, förde sedan Kristians här mot Danmark, slog skeppar Clement på Jylland (stormade Aalborg i december 1534), segrade vid Öksnebjerg på Fyn 1535 och nödgade slutligen Köpenhamn att dagtinga 1536. Han blev sedan ståthållare i Slesvig och Holstein, följde 1538 kungen till det protestantiska furstemötet i Braunschweig och avslöt i Speier 1544 förlikningen med kejsar Karl V. Då han likväl samma år bestämt avstyrkte Kristian III:s plan att dela hertigdömena med sina halvbröder, emedan han önskade förena dem som en enda stat i personalunion med Danmark, föll han i onåd och avsade sig sina ämbeten. Däremot övertog han 1559 överbefälet i kriget mot Dithmarschen (för att hämnas nederlaget vid Hemmingstedt 1500) och visade där sin gamla fältherreskicklighet och efter segern en mildhet, som stod i bjärt motsats till den grymhet, som han i sina yngre dagar hade övat mot de danska bönderna. Rantzau tillskrivs en skildring av sistnämnda fälttåg, Wahrhaftiger Verzeichniss des Krieges wider den Ditmarsen (1569).